# Col·legi de Cirurgia de San Carlos
El Col·legi de Cirurgia de San Carlos va ser una institució dedicada a l'ensenyança de la cirurgia i la medicina fundada a Madrid l'any 1771 per Carles III d'Espanya a instàncies d'Antoni Gimbernat i Arbós. Plantejat inicialment com una institució aliena a la Universitat d'Alcalá (llavors la més propera a la vila de Madrid), va acabar convertint-se en la facultat de medicina de la Universitat de Madrid.
Va canviar sovint de nom, sempre enen honor del sant del nom del rei: successivament Reial Col·legi de Cirurgia de San Carlos (fins al 12 de març de 1799), Reial Col·legi de Cirurgia i Medicina de San Carlos o Reial Col·legi de Sant Carlos per a la Facultat Reunida (fins al 20 de març de 1801), Real Col·legi de Cirurgia Mèdica de Sant Carlos (fins a març de 1820), Col·legi Nacional de Cirurgia de San Carlos (fins a l'11 de juliol de 1821), Escuela Especial de la Ciencia del Curar (fins a 1823, quan es torna a la denominació Real Col·legi de Cirurgia Mèdica de San Carlos) i Col·legi Nacional de Medicina i Cirurgia de San Carlos (des de 1842). Des de 1843 es va denominar Facultat de Ciències Mèdiques (agrupant cirurgia, medicina i farmàcia), i des del 1845, amb la separació de farmàcia a la seva pròpia facultat, va passar a denominar-se Facultat de Medicina de San Carlos.

## Orígens

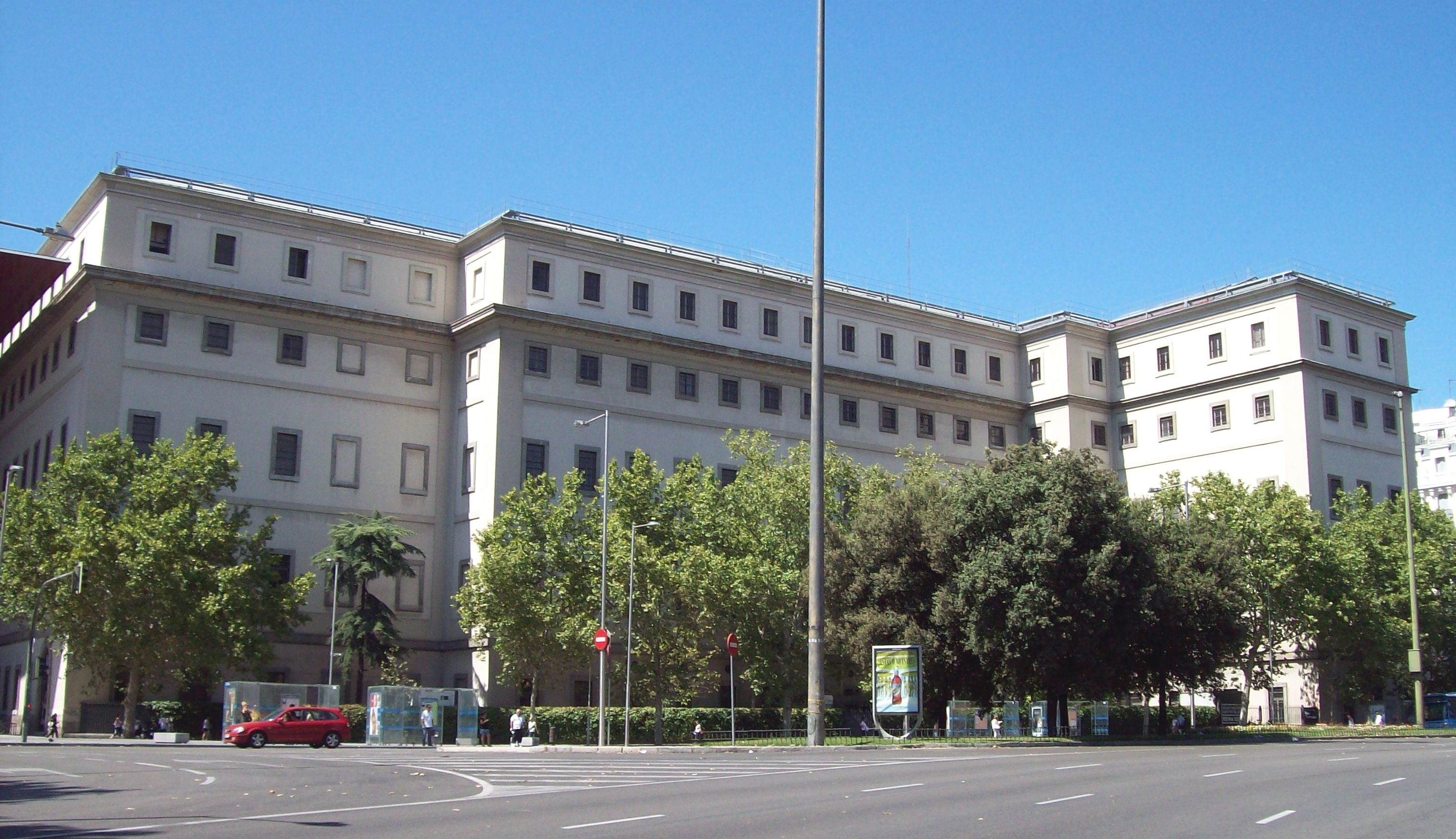
Edifici de Francesco Sabatini que van compartir des de 1781 l'Hospital General i el Col·legi de Cirurgia, actualment ocupat pel Museu Reina Sofia

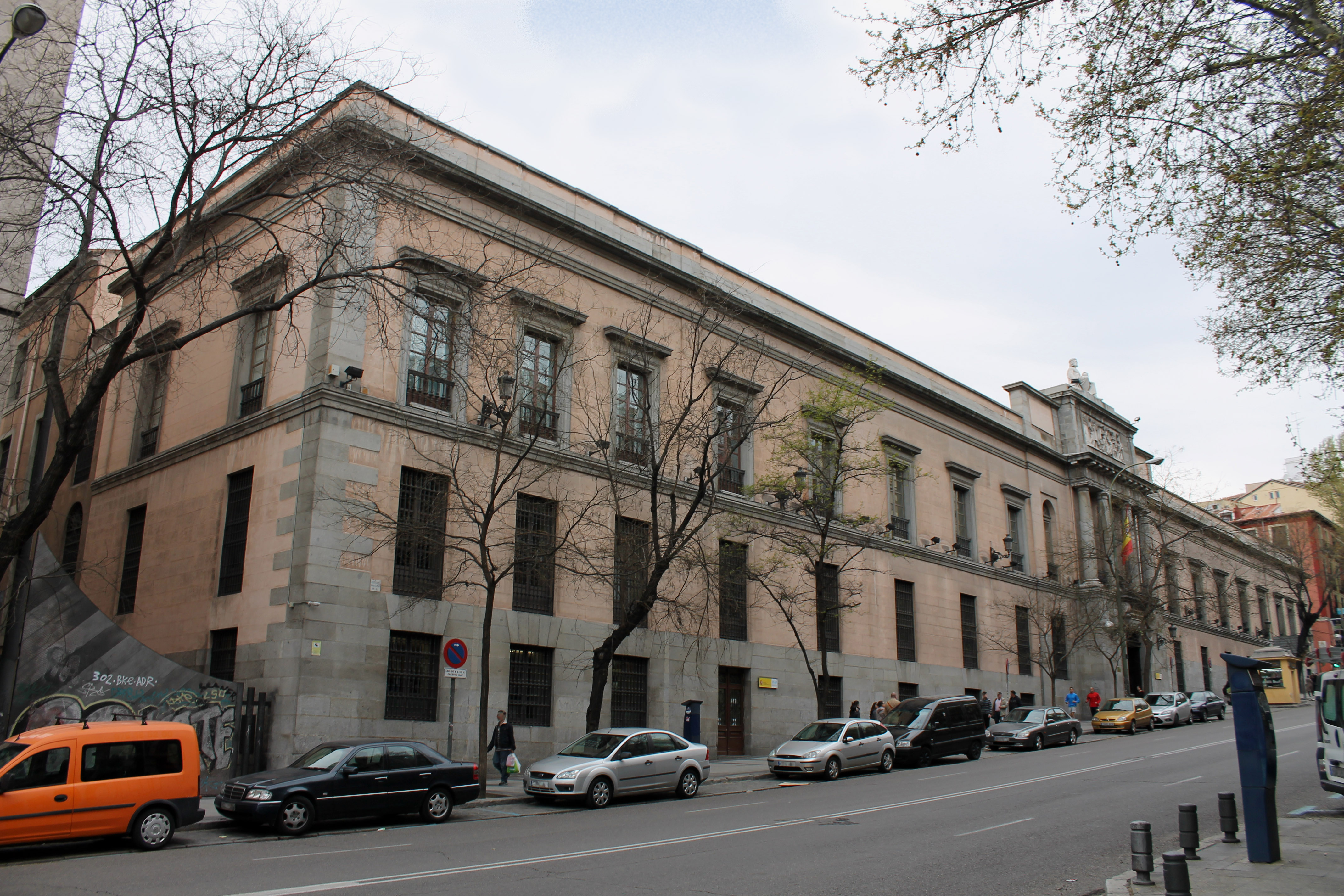
Edifici d'Isidro González Velázquez on es va traslladar el Col·legi en 1837, en el solar anteriorment ocupat per l'Hospital de la Pasión, i que actualment acull el Col·legi de Metges de Madrid.

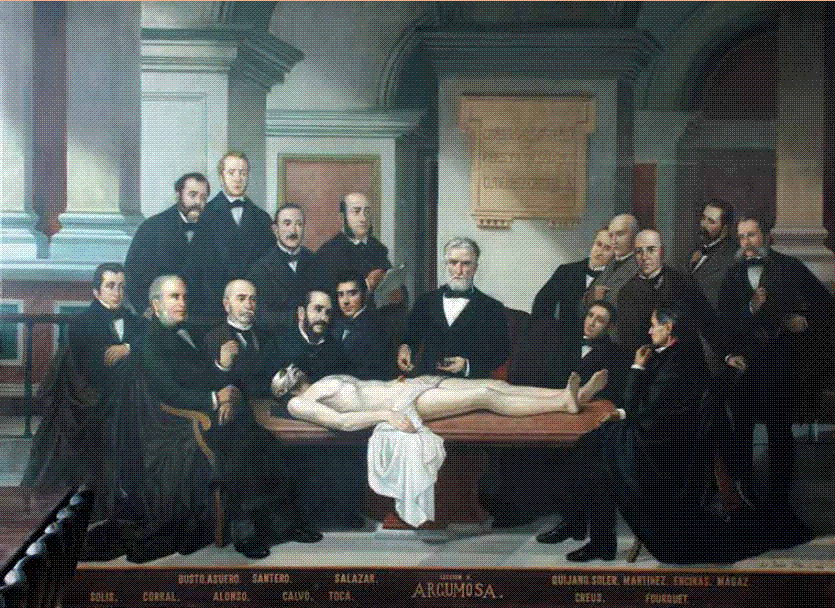
Diego de Argumosa envoltat d'altres cirurgians, en un llenç de Antonio Bravo de 1880.

Des del segle xviii es tenia la intenció d'aixecar un edifici aprofitant l'antiga fàbrica de l'Hospital de la Pasión del Carrer d'Atocha, idea que es va mantenir viva durant uns quants anys. Però el projecte va néixer amb tantes servituds que la construcció es va retardar fins al segle xix. D'una part, calia desallotjar les dones i traslladar-les a l'ala corresponent a l'Hospital General; de l'altra, es volia que la nova institució fos independent de la Junta d'Hospitals i del Tribunal del Protomedicat, la qual cosa anava a procurar-li tenaços enemics i penúries insuperables.
Els dos edificis projectats per l'arquitecte José de Hermosilla (i continuats per Francesco Sabatini), convertien el lloc en un pol de renovació urbana que, no obstant això, no alterava la tradicional funció assistencial i sanitària de l'eix Atocha-Antón Martín, una zona urbana especialitzada en institucions mèdiques en la qual hi havia l'Hospital de Sant Joan de Déu per a malalties contagioses a la plaça d'Antón Martín, l'Hospital de Monserrat o de Aragón al Carrer Amor de Dios, l'Hospital de Convalescents al Carrer de San Eugenio, l'Hospital de los Desemparados del Carmen a la costanilla de los Desemparados, l'Hospital de la Pasión als carrers de Santa Inés, Santa Isabel i Callejón del Niño Perdido i finalment l'Hospital General a l'extrem sud, l'actual glorieta d'Atocha.

## Projecte

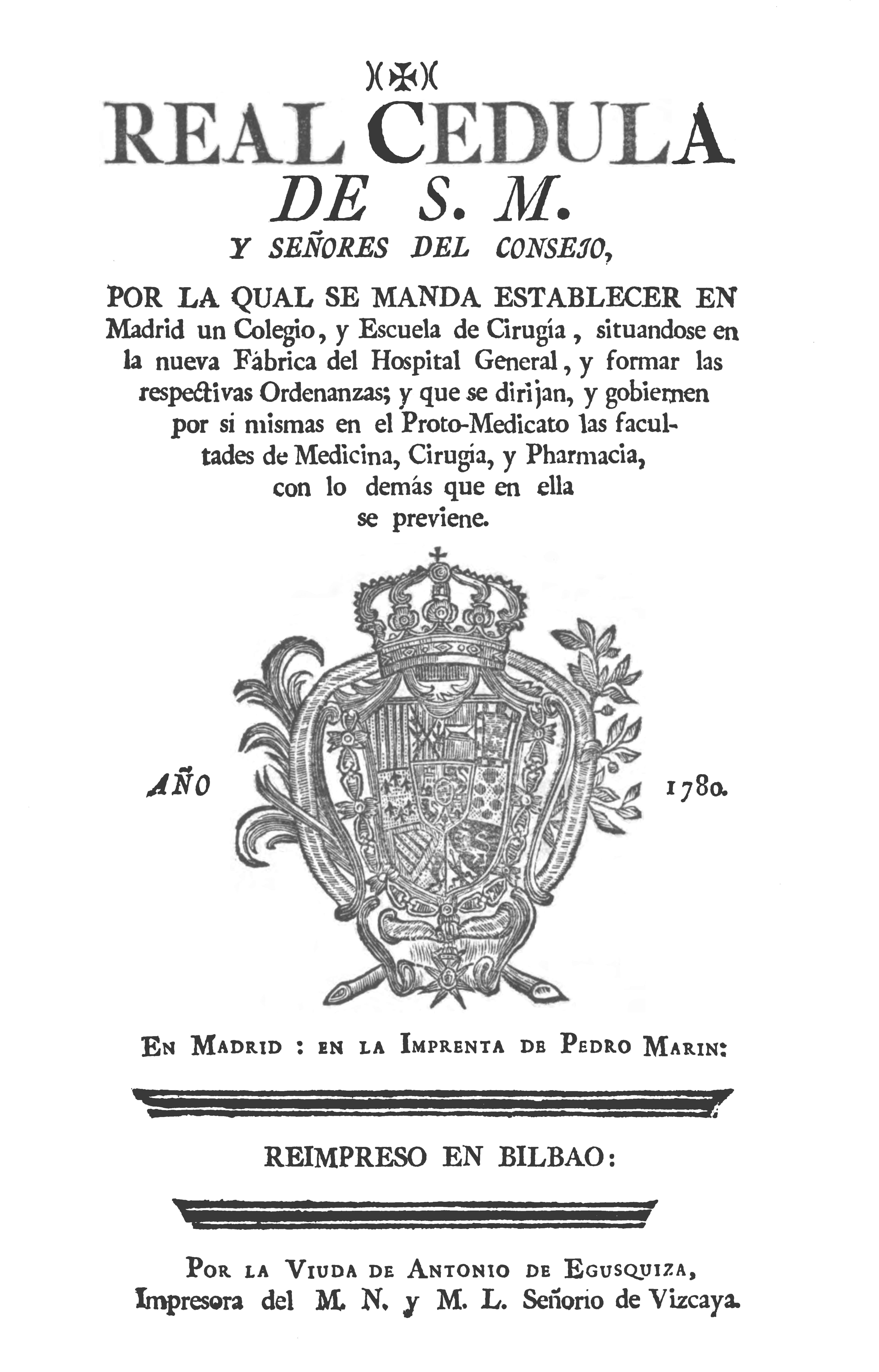
Reial Cèdula de fundació a Madrid del Col·legi de Cirurgia de San Carlos el 1780.

El projecte tenia com a precedents els reials col·legis de cirurgia de Cadis (1748) i de Barcelona (1760), dues fites en el procés de renovació a l'Espanya de la Il·lustració. Ambdues eren fundacions militars, la primera vinculada a la marina i, la segona, a l'exèrcit, eixos de la construcció de l'absolutisme borbònic des de la Guerra de Successió Espanyola (1715). La guerra havia fet evident la necessitat d'una nova classe de professionals amb habilitats quirúrgiques.
Fins llavors la cirurgia era un saber menor, més pràctic que teòric, impropi per una hidalguía que menyspreava el treball manual. Per la seva banda, les universitats, encara dominades pels ordes religiosos, no formaven els professionals que la societat requeria. En pocs anys, els cirurgians li donaran la volta a la situació i seran ells que ocuparan els millors llocs, fins i tot la denominació de catedràtics i l'atorgament de títols i llicències professionals. Per al Col·legi de Cirurgia de Madrid el que es va projectar va ser un col·legi civil i no religiós com els tradicionals col·legis universitaris, amb el propòsit d'obrir una fissura profunda en tot el sistema educatiu mèdic espanyol. La iniciativa implicava donar-li l'esquena a la universitat, i de pas convertir la capital al centre d'una nova mentalitat sanitària.
Encara que no es construís l'edifici, el Col·legi iniciaria provisionalment les activitats l'1 d'octubre de 1787, sota la direcció de l'il·lustre anatomista i cirurgià Antoni Gimbernat i Arbós, habilitant una part dels soterranis de l'Hospital General. Aquesta institució ja acollia el millor de la medicina espanyola de la Il·lustració, i a les seves dependències convivien dues institucions docents d'alt nivell: La primera va sorgir el 1755 a partir d'una proposta del metge Bernardo López de Araujo, que va sol·licitar l'establiment de dues càtedres: Anatomia i Medicina Teòrico-Pràctica. També es dotaria una altra de Demostració Pràctica d'Anatomia el 1761. El segon projecte es va aprovar el 1774 i desembocaria en el Col·legi de San Carlos. Ambdues institucions van compartir edifici i ànsies renovadores, però no van deixar de pugnar fins que es van fusionar. La dificultat per conjuminar esforços es pot explicar per la resistència que van tenir aquells professionals per fondre en un únic projecte educatiu i sanitari dos sabers amb tradicions tan diferents com la medicina i la cirurgia.